# Chancellor Industries
Chancellor Industries is een fictief bedrijf uit de soapserie The Young and the Restless en heeft zijn hoofdzetel in Genoa City, Wisconsin. 
Het bedrijf werd opgericht door Philip Chancellor I en werd overgegeven op zijn zoon Philip Chancellor II. Na zijn dood in 1975 erfde zijn vrouw Katherine Chancellor het bedrijf. 
In 2004 kocht het bedrijf 51% van de aandelen van Jabot Cosmetics op. 